# Mirapeis
Miralpeix (en occità Mirapeis i en francès i oficial Mirepoix) és un municipi francès del departament de l'Arieja a la regió d'Occitània, concretament està situat a la part nord-est del departament. Ciutat agermanada amb Palafrugell des del novembre de 1983.

## Història
Centre destacat del catarisme, la vila fou presa el 1209 per Simó de Montfort que la sotmeté al poder francès i la va donar a un dels seus lloctinents Guiu de Levis que fou mariscal de Mirapeis. Anys més tard, el 1279, quan era una pròspera vila de 2000 habitants, fou completament destruïda per una riuada d'aigua i va ser reconstruïda a l'altre costat del riu, en una terrassa natural, per iniciativa de Guiu de Levis però que va portar a terme el seu fill. La senyoria la va tenir la família Levis. El 1317 el papa Joan XXII la va convertir en seu d'un bisbat que va existir fins al 1790. El primer bisbe Raymond Atton d'Auterive va prendre possessió el 1318. El 1362 fou atacada per una partida de bandolers que hi van calar foc i la van destruir en part però fou reconstruïda.

## Llocs d'interès
Entre els elements turístics cal destacar l'antiga catedral de Sant Maurici, la plaça porticada i el palau episcopal.